# كرامة مرسال
كرامة مرسال هو مغنٍّ يمني ولد في مدينة المكلا عاصمة محافظة حضرموت الواقع في جنوب شرق اليمن.
بدأ مشواره الفني في ستينيات القرن الماضي وتحديدا في عام 1963م وهو السابعة عشر من عمره، غنى من اشعار الكثير من الشعراء الحضارم وعلى رأسهم الشاعر الحضرمي حسين أبوبكر المحضار الذي كان سببا في تألق أغانيه كما غنى من اشعار عمر أبوبكر العيدروس وأحمد سالم البيض وأحمد سالم بامطرف وجمعان بامطرف وجنيد باوزير وعباس الديلمي
قدم أعمال فنية وطنية كثيرة وله رصيد كبير في الغناء الوطني.

## تاريخ ومكان الولادة
ولد كرامة مرسال في منطقة المكلا القديمة بمدينة المكلا، عاصمة محافظة حضرموت في العام 1946م، حيث تربى وترعرع في أحيائها. نشأ كرامة في أسرة ميسورة الحال ومثقفة. بدأت موهبة الغناء تظهر عليه في مرحلة طفولته حينما كان يستمع إليه والداه يردد بعض الأغاني الشعبية.

## حياته الشخصية
كرامة مرسال متزوج ولديه 13 ولداً وبنتاً، حيث يعيش حياة مستقرة في الفيلا التي يملكها في منطقة فوه الواقعة غرب مدينة المكلا، بالإضافة إلى أنه يملك شاليها في عمان ومنزلا في الكويت وشقة تمليك في جدة.
يتصف كرامة مرسال بدمه الخفيف وروحه الفكاهية فلا تكاد تخلو حفلاته ومقابلاته التلفزيونية من روح المرح والفكاهة، والتعبيرات الساخرة التي يطلقها بالإضافة إلى أنه يتصف بالجرأة وعدم الخجل حيث وصف في أحد لقاءاته التلفزيونية بأن شركات الإنتاج المحلية هم مجرد سرق ولصوص.
في أحد لقاته مع صحيفة الثورة سُئل كرامة عن الحب فأجاب بأنه: (نبراس الحياة وحياة بدون حب لا تساوي شيئاً) وعن المرأة فأجاب بأنها: (شريان الحياة فهي الأم والأخت والزوجة) وعن الوحدة اليمنية فأجاب بأنها: (رمز قوة اليمن ماضياً وحاضراً ومستقبلاً) وعن منطقة الشحر فوصفها بأنها: (السعادة والحب ومهوى الشعراء وانطلاقهم) وعن الوداع فأجاب بأنه: (أصعب وأمر الأشياء).

## الشهرة والنجومية
بدأ كرامة مرسال مشوارة الفني في العام 1963م حينما كان في السابعة عشر من عمره حيث توفي في تلك الفترة الفنان محمد جمعة خان أحد أشهر فناني اليمن في ذلك الوقت حيث ترك وفاته فراغا في الساحة الفنية، إلا أن كرامة بدأ مشواره الفني بسد ذلك الفراغ فكان يحي حفلات شعبية وأعراس على أنغام وأغاني محمد جمعة خان مما أعطاه خطوة قوية للظهور على الساحة الفنية.
بالإضافة إلى موهبة كرامة الغنائية وصوته النادر المبحوح فهو يتملك إلى جانب ذلك موهبة أخرى وهي التلحين حيث لحن في حياته الكثير من الأغاني لأكثر فناني اليمن والخليج.
بدأ كرامة بإطلاق أول اغنياته واسطواناته في 1969م عندما التقى بالشاعر الكبير حسين ابوبكر المحضار وقام بتلحين أغانيه بنفسه وإطلاق أول اسطواناته واستمر العمل بينهما بالإضافة إلى الفنان ابوبكر سالم حتى وفاة الشاعر حسين ابوبكر المحضار في عام 2000م.
قدم كرامة خلال حياته الفنية الكثير من الاغنيات التي اشتهرت باللون الحضرمي وكانت أشهر اغنياته (متيم). والتي حازت على إعجاب الجماهير الخليجية والعربية وغناها الكثير من مغنيين الخليج العربي امثال راشد الماجد وفرقة ميامي وغيرهم. كما قدم كرامة أيضا رصيد لا بأس به من الأغاني الوطنية للوطن العربي واليمن مثل أغنية حبي لها.
يمتلك كرامة مرسال اليوم شهرة واسعة على الساحة اليمنية وعلى مستوى الخليج العربي حيث يحيي كل عام أكثر من 6 حفلات خاصة وعامة في دول الخليج العربي عموما والكويت وعمان والسعودية على وجه الخصوص.

## وفاته
توفي الفنان كرامة مرسال في يوم الأحد بتاريخ الثالث من شهر أغسطس عام 2014م في مدينة حضرموت اليمن عن عمر ناهز 68 عاماً إثر مرض عضال ألمّ به. وقد أعلن خبر وفاته في وسائل الإعلام الرسمية.

## وصلات خارجية
- (بالعربية) الصفحة الرسمية على موقع موالي
- (بالعربية) الصفحة الرسمية على الـ Facebook  على فيسبوك.